# Southwest Research Institute
Southwest Research Institute (SwRI) är ett av de äldsta och största oberoende, icke-vinstinriktade forsknings- och utvecklingsinstituten i USA. SwRI:s huvudkontor ligger i San Antonio i Texas.
SwRI grundades 1947 av ranchägaren och oljemagnaten Thomas Slick Jr för att genom kontrakt forska på områdena automation och datasystem, tillämpad fysik, rymdvetenskap och teknik och kemi. SwRI's dotterbolag, Signature Science, forskar inom nationell säkerhet, miljöfrågor och bioteknik.
SwRI är indelat i elva teknikdivisioner som tar hand om olika områden så som kemi, rymdvetenskap, icke-förstörande utvärdering, automation, motordesign, mekanik och elektronik. Institutet upptar en yta på mer än 1 200 hektar och har mer än 2 miljoner kvadratmeter laboratorier, försöksanläggningar, verkstäder samt kontor.
SwRI:s avdelningar är:
1. Aerospace Electronics, Systems Engineering & Training
2. Applied Physics
3. Applied Power
4. Automation & Data Systems
5. Chemistry & Chemical Engineering
6. Engine, Emissions & Vehicle Research
7. Fuels & Lubricants Research
8. Geosciences & Engineering
9. Mechanical Engineering
10. Signal Exploitation & Geolocation
11. Space Science & Engineering

Divisionen för flygelektronik, systemteknik och utbildning på Southwest Research Institute (SwRI) är en organisation med inriktning på elektronik och datorteknik.  Den har till uppgift att tjäna industrins och myndigheters behov inom flygteknologi i enlighet med AS9100. 
Divisionen har ett omfattande systemkonstruktionsprogram som inkluderar maskin- och programvarudesign.  Dessutom har man ett brett utbud av tjänster för att hjälpa klienter att driva och hantera system genom en effektiv utbildning, försörjning, transport, distribution, testning, underhåll, reparation och andra logistikstödfunktioner. 
Richard D. Somers är VD för verksamhetens fyra divisioner.
1. Flygelektronik och stödsystem
  1. Integrerad diagnostik
  2. Flygplansystemsintegration
2. Elektronikintegration och cyberteknik
  1. Konstruktionsservice
  2. Automatisk testutrustning
  3. Omfattande databasutveckling
  4. Förbättring av tillförlitlighet och underhåll
  5. Program utveckling och drift
3. Aerospacekonstruktion
  1. System och sensorer
  2. Autonoma system och kontroller
  3. Aerospace systemkonstruktion
4. Lärande vetenskap och system
  1. Ingående teknologistudier
  2. Systemkonstruktion